# Vogelsang (Naturschutzgebiet)
Der Vogelsang ist ein vom Regierungspräsidium Südbaden am 18. April 1967 durch Verordnung ausgewiesenes Naturschutzgebiet auf dem Gebiet der Gemeinde Schallstadt im Landkreis Breisgau-Hochschwarzwald.

## Lage
Der Büchsenberg liegt nordöstlich des Ortsteils Leutersberg im Naturraum Markgräfler Hügelland. Das Naturschutzgebiet ist Teil des FFH-Gebiets Schönberg mit Schwarzwaldhängen und grenzt im Osten unmittelbar an das Landschaftsschutzgebiet Schönberg.

## Landschaftscharakter
Das Schutzgebiet ist nahezu vollständig mit einem Eichen-Trockenwald bewaldet. Der Bestand weist viele Elsbeeren auf. Am Hangfuß befindet sich ein alter, aufgelassener Steinbruch, der als Geotop ausgewiesen ist. Die Krautschicht wird von Blausegge und Maiglöckchen dominiert. Am Talfuß befinden sich zudem kleinere offene Trocken- und Magerrasenflächen mit einem Vorkommen der Echten Kugelblume.